# Колесник Микола Іванович (шаховий композитор)
Колесник Микола Іванович (27 квітня 1969, с.Грузьке Кролевецького району Сумської області) — український шаховий композитор, міжнародний майстер з шахової композиції, чемпіон світу в особистому заліку та віце-чемпіон світу у складі збірної команди України.
В шахи навчився грати в семирічному віці й відразу ж захопився розв'язуванням шахових композицій. Складати задачі розпочав у 2000 році за порадою українського композитора Володимира Арчакова. Прихильник колективної творчості. Активно працює в жанрі кооперативного мату.  Надрукував понад 1400 композицій, з яких 800 отримали відзнаки, у тому числі 370 призів (160 — перших). В Альбомах України відібрано 235 задач, в альбомах ФІДЕ — 84 задачі. За успіхи в композиції нагороджений почесним знаком «Гордість шахового спорту Сумської області та України».

## Звання та титули
Майстер спорту України з шахової композиції (2013).
Майстер ФІДЕ з шахової композиції (2013).
Міжнародний майстер з шахової композиції (2016).

## Спортивні досягнення
Дворазовий бронзовий призер чемпіонатів України в особистому заліку в кооперативних матах 2004—2006 і 2007—2009 рр.
Чемпіон України 2019 – 2021 років в особистому заліку у жанрі кооперативних матів.
1-е місце чемпіонату світу в особистому заліку 2019-2021 рр. в кооперативних матах.
Дворазовий віце-чемпіон світу у складі збірної команди України 10 WCCT та 11 WCCT.
Дворазовий призер командних чемпіонатів світу в окремих розділах.
1-е місце у Кубку ФІДЕ [Архівовано 9 жовтня 2020 у Wayback Machine.] 2019 року.
1-е місце у Кубку ФІДЕ [Архівовано 10 жовтня 2020 у Wayback Machine.] 2020 року.
2-е місце у Кубку ФІДЕ у розділі кооперативних матів 2022 року..

## Задачі
|   | a | b | c | d | e | f | g | h |   |
| 8 | b8 чорний кінь · c8 чорний король · d8 чорний кінь · a5 чорний пішак · a4 чорний пішак · b4 чорний пішак · e4 чорний пішак · d3 чорний пішак · e3 білий пішак · f3 чорний пішак · g3 білий король · d2 білий пішак · f2 чорний пішак · g2 білий кінь · d1 білий кінь · e1 біла тура · f1 білий слон | b8 чорний кінь · c8 чорний король · d8 чорний кінь · a5 чорний пішак · a4 чорний пішак · b4 чорний пішак · e4 чорний пішак · d3 чорний пішак · e3 білий пішак · f3 чорний пішак · g3 білий король · d2 білий пішак · f2 чорний пішак · g2 білий кінь · d1 білий кінь · e1 біла тура · f1 білий слон | b8 чорний кінь · c8 чорний король · d8 чорний кінь · a5 чорний пішак · a4 чорний пішак · b4 чорний пішак · e4 чорний пішак · d3 чорний пішак · e3 білий пішак · f3 чорний пішак · g3 білий король · d2 білий пішак · f2 чорний пішак · g2 білий кінь · d1 білий кінь · e1 біла тура · f1 білий слон | b8 чорний кінь · c8 чорний король · d8 чорний кінь · a5 чорний пішак · a4 чорний пішак · b4 чорний пішак · e4 чорний пішак · d3 чорний пішак · e3 білий пішак · f3 чорний пішак · g3 білий король · d2 білий пішак · f2 чорний пішак · g2 білий кінь · d1 білий кінь · e1 біла тура · f1 білий слон | b8 чорний кінь · c8 чорний король · d8 чорний кінь · a5 чорний пішак · a4 чорний пішак · b4 чорний пішак · e4 чорний пішак · d3 чорний пішак · e3 білий пішак · f3 чорний пішак · g3 білий король · d2 білий пішак · f2 чорний пішак · g2 білий кінь · d1 білий кінь · e1 біла тура · f1 білий слон | b8 чорний кінь · c8 чорний король · d8 чорний кінь · a5 чорний пішак · a4 чорний пішак · b4 чорний пішак · e4 чорний пішак · d3 чорний пішак · e3 білий пішак · f3 чорний пішак · g3 білий король · d2 білий пішак · f2 чорний пішак · g2 білий кінь · d1 білий кінь · e1 біла тура · f1 білий слон | b8 чорний кінь · c8 чорний король · d8 чорний кінь · a5 чорний пішак · a4 чорний пішак · b4 чорний пішак · e4 чорний пішак · d3 чорний пішак · e3 білий пішак · f3 чорний пішак · g3 білий король · d2 білий пішак · f2 чорний пішак · g2 білий кінь · d1 білий кінь · e1 біла тура · f1 білий слон | b8 чорний кінь · c8 чорний король · d8 чорний кінь · a5 чорний пішак · a4 чорний пішак · b4 чорний пішак · e4 чорний пішак · d3 чорний пішак · e3 білий пішак · f3 чорний пішак · g3 білий король · d2 білий пішак · f2 чорний пішак · g2 білий кінь · d1 білий кінь · e1 біла тура · f1 білий слон | 8 |
| 7 | b8 чорний кінь · c8 чорний король · d8 чорний кінь · a5 чорний пішак · a4 чорний пішак · b4 чорний пішак · e4 чорний пішак · d3 чорний пішак · e3 білий пішак · f3 чорний пішак · g3 білий король · d2 білий пішак · f2 чорний пішак · g2 білий кінь · d1 білий кінь · e1 біла тура · f1 білий слон | b8 чорний кінь · c8 чорний король · d8 чорний кінь · a5 чорний пішак · a4 чорний пішак · b4 чорний пішак · e4 чорний пішак · d3 чорний пішак · e3 білий пішак · f3 чорний пішак · g3 білий король · d2 білий пішак · f2 чорний пішак · g2 білий кінь · d1 білий кінь · e1 біла тура · f1 білий слон | b8 чорний кінь · c8 чорний король · d8 чорний кінь · a5 чорний пішак · a4 чорний пішак · b4 чорний пішак · e4 чорний пішак · d3 чорний пішак · e3 білий пішак · f3 чорний пішак · g3 білий король · d2 білий пішак · f2 чорний пішак · g2 білий кінь · d1 білий кінь · e1 біла тура · f1 білий слон | b8 чорний кінь · c8 чорний король · d8 чорний кінь · a5 чорний пішак · a4 чорний пішак · b4 чорний пішак · e4 чорний пішак · d3 чорний пішак · e3 білий пішак · f3 чорний пішак · g3 білий король · d2 білий пішак · f2 чорний пішак · g2 білий кінь · d1 білий кінь · e1 біла тура · f1 білий слон | b8 чорний кінь · c8 чорний король · d8 чорний кінь · a5 чорний пішак · a4 чорний пішак · b4 чорний пішак · e4 чорний пішак · d3 чорний пішак · e3 білий пішак · f3 чорний пішак · g3 білий король · d2 білий пішак · f2 чорний пішак · g2 білий кінь · d1 білий кінь · e1 біла тура · f1 білий слон | b8 чорний кінь · c8 чорний король · d8 чорний кінь · a5 чорний пішак · a4 чорний пішак · b4 чорний пішак · e4 чорний пішак · d3 чорний пішак · e3 білий пішак · f3 чорний пішак · g3 білий король · d2 білий пішак · f2 чорний пішак · g2 білий кінь · d1 білий кінь · e1 біла тура · f1 білий слон | b8 чорний кінь · c8 чорний король · d8 чорний кінь · a5 чорний пішак · a4 чорний пішак · b4 чорний пішак · e4 чорний пішак · d3 чорний пішак · e3 білий пішак · f3 чорний пішак · g3 білий король · d2 білий пішак · f2 чорний пішак · g2 білий кінь · d1 білий кінь · e1 біла тура · f1 білий слон | b8 чорний кінь · c8 чорний король · d8 чорний кінь · a5 чорний пішак · a4 чорний пішак · b4 чорний пішак · e4 чорний пішак · d3 чорний пішак · e3 білий пішак · f3 чорний пішак · g3 білий король · d2 білий пішак · f2 чорний пішак · g2 білий кінь · d1 білий кінь · e1 біла тура · f1 білий слон | 7 |
| 6 | b8 чорний кінь · c8 чорний король · d8 чорний кінь · a5 чорний пішак · a4 чорний пішак · b4 чорний пішак · e4 чорний пішак · d3 чорний пішак · e3 білий пішак · f3 чорний пішак · g3 білий король · d2 білий пішак · f2 чорний пішак · g2 білий кінь · d1 білий кінь · e1 біла тура · f1 білий слон | b8 чорний кінь · c8 чорний король · d8 чорний кінь · a5 чорний пішак · a4 чорний пішак · b4 чорний пішак · e4 чорний пішак · d3 чорний пішак · e3 білий пішак · f3 чорний пішак · g3 білий король · d2 білий пішак · f2 чорний пішак · g2 білий кінь · d1 білий кінь · e1 біла тура · f1 білий слон | b8 чорний кінь · c8 чорний король · d8 чорний кінь · a5 чорний пішак · a4 чорний пішак · b4 чорний пішак · e4 чорний пішак · d3 чорний пішак · e3 білий пішак · f3 чорний пішак · g3 білий король · d2 білий пішак · f2 чорний пішак · g2 білий кінь · d1 білий кінь · e1 біла тура · f1 білий слон | b8 чорний кінь · c8 чорний король · d8 чорний кінь · a5 чорний пішак · a4 чорний пішак · b4 чорний пішак · e4 чорний пішак · d3 чорний пішак · e3 білий пішак · f3 чорний пішак · g3 білий король · d2 білий пішак · f2 чорний пішак · g2 білий кінь · d1 білий кінь · e1 біла тура · f1 білий слон | b8 чорний кінь · c8 чорний король · d8 чорний кінь · a5 чорний пішак · a4 чорний пішак · b4 чорний пішак · e4 чорний пішак · d3 чорний пішак · e3 білий пішак · f3 чорний пішак · g3 білий король · d2 білий пішак · f2 чорний пішак · g2 білий кінь · d1 білий кінь · e1 біла тура · f1 білий слон | b8 чорний кінь · c8 чорний король · d8 чорний кінь · a5 чорний пішак · a4 чорний пішак · b4 чорний пішак · e4 чорний пішак · d3 чорний пішак · e3 білий пішак · f3 чорний пішак · g3 білий король · d2 білий пішак · f2 чорний пішак · g2 білий кінь · d1 білий кінь · e1 біла тура · f1 білий слон | b8 чорний кінь · c8 чорний король · d8 чорний кінь · a5 чорний пішак · a4 чорний пішак · b4 чорний пішак · e4 чорний пішак · d3 чорний пішак · e3 білий пішак · f3 чорний пішак · g3 білий король · d2 білий пішак · f2 чорний пішак · g2 білий кінь · d1 білий кінь · e1 біла тура · f1 білий слон | b8 чорний кінь · c8 чорний король · d8 чорний кінь · a5 чорний пішак · a4 чорний пішак · b4 чорний пішак · e4 чорний пішак · d3 чорний пішак · e3 білий пішак · f3 чорний пішак · g3 білий король · d2 білий пішак · f2 чорний пішак · g2 білий кінь · d1 білий кінь · e1 біла тура · f1 білий слон | 6 |
| 5 | b8 чорний кінь · c8 чорний король · d8 чорний кінь · a5 чорний пішак · a4 чорний пішак · b4 чорний пішак · e4 чорний пішак · d3 чорний пішак · e3 білий пішак · f3 чорний пішак · g3 білий король · d2 білий пішак · f2 чорний пішак · g2 білий кінь · d1 білий кінь · e1 біла тура · f1 білий слон | b8 чорний кінь · c8 чорний король · d8 чорний кінь · a5 чорний пішак · a4 чорний пішак · b4 чорний пішак · e4 чорний пішак · d3 чорний пішак · e3 білий пішак · f3 чорний пішак · g3 білий король · d2 білий пішак · f2 чорний пішак · g2 білий кінь · d1 білий кінь · e1 біла тура · f1 білий слон | b8 чорний кінь · c8 чорний король · d8 чорний кінь · a5 чорний пішак · a4 чорний пішак · b4 чорний пішак · e4 чорний пішак · d3 чорний пішак · e3 білий пішак · f3 чорний пішак · g3 білий король · d2 білий пішак · f2 чорний пішак · g2 білий кінь · d1 білий кінь · e1 біла тура · f1 білий слон | b8 чорний кінь · c8 чорний король · d8 чорний кінь · a5 чорний пішак · a4 чорний пішак · b4 чорний пішак · e4 чорний пішак · d3 чорний пішак · e3 білий пішак · f3 чорний пішак · g3 білий король · d2 білий пішак · f2 чорний пішак · g2 білий кінь · d1 білий кінь · e1 біла тура · f1 білий слон | b8 чорний кінь · c8 чорний король · d8 чорний кінь · a5 чорний пішак · a4 чорний пішак · b4 чорний пішак · e4 чорний пішак · d3 чорний пішак · e3 білий пішак · f3 чорний пішак · g3 білий король · d2 білий пішак · f2 чорний пішак · g2 білий кінь · d1 білий кінь · e1 біла тура · f1 білий слон | b8 чорний кінь · c8 чорний король · d8 чорний кінь · a5 чорний пішак · a4 чорний пішак · b4 чорний пішак · e4 чорний пішак · d3 чорний пішак · e3 білий пішак · f3 чорний пішак · g3 білий король · d2 білий пішак · f2 чорний пішак · g2 білий кінь · d1 білий кінь · e1 біла тура · f1 білий слон | b8 чорний кінь · c8 чорний король · d8 чорний кінь · a5 чорний пішак · a4 чорний пішак · b4 чорний пішак · e4 чорний пішак · d3 чорний пішак · e3 білий пішак · f3 чорний пішак · g3 білий король · d2 білий пішак · f2 чорний пішак · g2 білий кінь · d1 білий кінь · e1 біла тура · f1 білий слон | b8 чорний кінь · c8 чорний король · d8 чорний кінь · a5 чорний пішак · a4 чорний пішак · b4 чорний пішак · e4 чорний пішак · d3 чорний пішак · e3 білий пішак · f3 чорний пішак · g3 білий король · d2 білий пішак · f2 чорний пішак · g2 білий кінь · d1 білий кінь · e1 біла тура · f1 білий слон | 5 |
| 4 | b8 чорний кінь · c8 чорний король · d8 чорний кінь · a5 чорний пішак · a4 чорний пішак · b4 чорний пішак · e4 чорний пішак · d3 чорний пішак · e3 білий пішак · f3 чорний пішак · g3 білий король · d2 білий пішак · f2 чорний пішак · g2 білий кінь · d1 білий кінь · e1 біла тура · f1 білий слон | b8 чорний кінь · c8 чорний король · d8 чорний кінь · a5 чорний пішак · a4 чорний пішак · b4 чорний пішак · e4 чорний пішак · d3 чорний пішак · e3 білий пішак · f3 чорний пішак · g3 білий король · d2 білий пішак · f2 чорний пішак · g2 білий кінь · d1 білий кінь · e1 біла тура · f1 білий слон | b8 чорний кінь · c8 чорний король · d8 чорний кінь · a5 чорний пішак · a4 чорний пішак · b4 чорний пішак · e4 чорний пішак · d3 чорний пішак · e3 білий пішак · f3 чорний пішак · g3 білий король · d2 білий пішак · f2 чорний пішак · g2 білий кінь · d1 білий кінь · e1 біла тура · f1 білий слон | b8 чорний кінь · c8 чорний король · d8 чорний кінь · a5 чорний пішак · a4 чорний пішак · b4 чорний пішак · e4 чорний пішак · d3 чорний пішак · e3 білий пішак · f3 чорний пішак · g3 білий король · d2 білий пішак · f2 чорний пішак · g2 білий кінь · d1 білий кінь · e1 біла тура · f1 білий слон | b8 чорний кінь · c8 чорний король · d8 чорний кінь · a5 чорний пішак · a4 чорний пішак · b4 чорний пішак · e4 чорний пішак · d3 чорний пішак · e3 білий пішак · f3 чорний пішак · g3 білий король · d2 білий пішак · f2 чорний пішак · g2 білий кінь · d1 білий кінь · e1 біла тура · f1 білий слон | b8 чорний кінь · c8 чорний король · d8 чорний кінь · a5 чорний пішак · a4 чорний пішак · b4 чорний пішак · e4 чорний пішак · d3 чорний пішак · e3 білий пішак · f3 чорний пішак · g3 білий король · d2 білий пішак · f2 чорний пішак · g2 білий кінь · d1 білий кінь · e1 біла тура · f1 білий слон | b8 чорний кінь · c8 чорний король · d8 чорний кінь · a5 чорний пішак · a4 чорний пішак · b4 чорний пішак · e4 чорний пішак · d3 чорний пішак · e3 білий пішак · f3 чорний пішак · g3 білий король · d2 білий пішак · f2 чорний пішак · g2 білий кінь · d1 білий кінь · e1 біла тура · f1 білий слон | b8 чорний кінь · c8 чорний король · d8 чорний кінь · a5 чорний пішак · a4 чорний пішак · b4 чорний пішак · e4 чорний пішак · d3 чорний пішак · e3 білий пішак · f3 чорний пішак · g3 білий король · d2 білий пішак · f2 чорний пішак · g2 білий кінь · d1 білий кінь · e1 біла тура · f1 білий слон | 4 |
| 3 | b8 чорний кінь · c8 чорний король · d8 чорний кінь · a5 чорний пішак · a4 чорний пішак · b4 чорний пішак · e4 чорний пішак · d3 чорний пішак · e3 білий пішак · f3 чорний пішак · g3 білий король · d2 білий пішак · f2 чорний пішак · g2 білий кінь · d1 білий кінь · e1 біла тура · f1 білий слон | b8 чорний кінь · c8 чорний король · d8 чорний кінь · a5 чорний пішак · a4 чорний пішак · b4 чорний пішак · e4 чорний пішак · d3 чорний пішак · e3 білий пішак · f3 чорний пішак · g3 білий король · d2 білий пішак · f2 чорний пішак · g2 білий кінь · d1 білий кінь · e1 біла тура · f1 білий слон | b8 чорний кінь · c8 чорний король · d8 чорний кінь · a5 чорний пішак · a4 чорний пішак · b4 чорний пішак · e4 чорний пішак · d3 чорний пішак · e3 білий пішак · f3 чорний пішак · g3 білий король · d2 білий пішак · f2 чорний пішак · g2 білий кінь · d1 білий кінь · e1 біла тура · f1 білий слон | b8 чорний кінь · c8 чорний король · d8 чорний кінь · a5 чорний пішак · a4 чорний пішак · b4 чорний пішак · e4 чорний пішак · d3 чорний пішак · e3 білий пішак · f3 чорний пішак · g3 білий король · d2 білий пішак · f2 чорний пішак · g2 білий кінь · d1 білий кінь · e1 біла тура · f1 білий слон | b8 чорний кінь · c8 чорний король · d8 чорний кінь · a5 чорний пішак · a4 чорний пішак · b4 чорний пішак · e4 чорний пішак · d3 чорний пішак · e3 білий пішак · f3 чорний пішак · g3 білий король · d2 білий пішак · f2 чорний пішак · g2 білий кінь · d1 білий кінь · e1 біла тура · f1 білий слон | b8 чорний кінь · c8 чорний король · d8 чорний кінь · a5 чорний пішак · a4 чорний пішак · b4 чорний пішак · e4 чорний пішак · d3 чорний пішак · e3 білий пішак · f3 чорний пішак · g3 білий король · d2 білий пішак · f2 чорний пішак · g2 білий кінь · d1 білий кінь · e1 біла тура · f1 білий слон | b8 чорний кінь · c8 чорний король · d8 чорний кінь · a5 чорний пішак · a4 чорний пішак · b4 чорний пішак · e4 чорний пішак · d3 чорний пішак · e3 білий пішак · f3 чорний пішак · g3 білий король · d2 білий пішак · f2 чорний пішак · g2 білий кінь · d1 білий кінь · e1 біла тура · f1 білий слон | b8 чорний кінь · c8 чорний король · d8 чорний кінь · a5 чорний пішак · a4 чорний пішак · b4 чорний пішак · e4 чорний пішак · d3 чорний пішак · e3 білий пішак · f3 чорний пішак · g3 білий король · d2 білий пішак · f2 чорний пішак · g2 білий кінь · d1 білий кінь · e1 біла тура · f1 білий слон | 3 |
| 2 | b8 чорний кінь · c8 чорний король · d8 чорний кінь · a5 чорний пішак · a4 чорний пішак · b4 чорний пішак · e4 чорний пішак · d3 чорний пішак · e3 білий пішак · f3 чорний пішак · g3 білий король · d2 білий пішак · f2 чорний пішак · g2 білий кінь · d1 білий кінь · e1 біла тура · f1 білий слон | b8 чорний кінь · c8 чорний король · d8 чорний кінь · a5 чорний пішак · a4 чорний пішак · b4 чорний пішак · e4 чорний пішак · d3 чорний пішак · e3 білий пішак · f3 чорний пішак · g3 білий король · d2 білий пішак · f2 чорний пішак · g2 білий кінь · d1 білий кінь · e1 біла тура · f1 білий слон | b8 чорний кінь · c8 чорний король · d8 чорний кінь · a5 чорний пішак · a4 чорний пішак · b4 чорний пішак · e4 чорний пішак · d3 чорний пішак · e3 білий пішак · f3 чорний пішак · g3 білий король · d2 білий пішак · f2 чорний пішак · g2 білий кінь · d1 білий кінь · e1 біла тура · f1 білий слон | b8 чорний кінь · c8 чорний король · d8 чорний кінь · a5 чорний пішак · a4 чорний пішак · b4 чорний пішак · e4 чорний пішак · d3 чорний пішак · e3 білий пішак · f3 чорний пішак · g3 білий король · d2 білий пішак · f2 чорний пішак · g2 білий кінь · d1 білий кінь · e1 біла тура · f1 білий слон | b8 чорний кінь · c8 чорний король · d8 чорний кінь · a5 чорний пішак · a4 чорний пішак · b4 чорний пішак · e4 чорний пішак · d3 чорний пішак · e3 білий пішак · f3 чорний пішак · g3 білий король · d2 білий пішак · f2 чорний пішак · g2 білий кінь · d1 білий кінь · e1 біла тура · f1 білий слон | b8 чорний кінь · c8 чорний король · d8 чорний кінь · a5 чорний пішак · a4 чорний пішак · b4 чорний пішак · e4 чорний пішак · d3 чорний пішак · e3 білий пішак · f3 чорний пішак · g3 білий король · d2 білий пішак · f2 чорний пішак · g2 білий кінь · d1 білий кінь · e1 біла тура · f1 білий слон | b8 чорний кінь · c8 чорний король · d8 чорний кінь · a5 чорний пішак · a4 чорний пішак · b4 чорний пішак · e4 чорний пішак · d3 чорний пішак · e3 білий пішак · f3 чорний пішак · g3 білий король · d2 білий пішак · f2 чорний пішак · g2 білий кінь · d1 білий кінь · e1 біла тура · f1 білий слон | b8 чорний кінь · c8 чорний король · d8 чорний кінь · a5 чорний пішак · a4 чорний пішак · b4 чорний пішак · e4 чорний пішак · d3 чорний пішак · e3 білий пішак · f3 чорний пішак · g3 білий король · d2 білий пішак · f2 чорний пішак · g2 білий кінь · d1 білий кінь · e1 біла тура · f1 білий слон | 2 |
| 1 | b8 чорний кінь · c8 чорний король · d8 чорний кінь · a5 чорний пішак · a4 чорний пішак · b4 чорний пішак · e4 чорний пішак · d3 чорний пішак · e3 білий пішак · f3 чорний пішак · g3 білий король · d2 білий пішак · f2 чорний пішак · g2 білий кінь · d1 білий кінь · e1 біла тура · f1 білий слон | b8 чорний кінь · c8 чорний король · d8 чорний кінь · a5 чорний пішак · a4 чорний пішак · b4 чорний пішак · e4 чорний пішак · d3 чорний пішак · e3 білий пішак · f3 чорний пішак · g3 білий король · d2 білий пішак · f2 чорний пішак · g2 білий кінь · d1 білий кінь · e1 біла тура · f1 білий слон | b8 чорний кінь · c8 чорний король · d8 чорний кінь · a5 чорний пішак · a4 чорний пішак · b4 чорний пішак · e4 чорний пішак · d3 чорний пішак · e3 білий пішак · f3 чорний пішак · g3 білий король · d2 білий пішак · f2 чорний пішак · g2 білий кінь · d1 білий кінь · e1 біла тура · f1 білий слон | b8 чорний кінь · c8 чорний король · d8 чорний кінь · a5 чорний пішак · a4 чорний пішак · b4 чорний пішак · e4 чорний пішак · d3 чорний пішак · e3 білий пішак · f3 чорний пішак · g3 білий король · d2 білий пішак · f2 чорний пішак · g2 білий кінь · d1 білий кінь · e1 біла тура · f1 білий слон | b8 чорний кінь · c8 чорний король · d8 чорний кінь · a5 чорний пішак · a4 чорний пішак · b4 чорний пішак · e4 чорний пішак · d3 чорний пішак · e3 білий пішак · f3 чорний пішак · g3 білий король · d2 білий пішак · f2 чорний пішак · g2 білий кінь · d1 білий кінь · e1 біла тура · f1 білий слон | b8 чорний кінь · c8 чорний король · d8 чорний кінь · a5 чорний пішак · a4 чорний пішак · b4 чорний пішак · e4 чорний пішак · d3 чорний пішак · e3 білий пішак · f3 чорний пішак · g3 білий король · d2 білий пішак · f2 чорний пішак · g2 білий кінь · d1 білий кінь · e1 біла тура · f1 білий слон | b8 чорний кінь · c8 чорний король · d8 чорний кінь · a5 чорний пішак · a4 чорний пішак · b4 чорний пішак · e4 чорний пішак · d3 чорний пішак · e3 білий пішак · f3 чорний пішак · g3 білий король · d2 білий пішак · f2 чорний пішак · g2 білий кінь · d1 білий кінь · e1 біла тура · f1 білий слон | b8 чорний кінь · c8 чорний король · d8 чорний кінь · a5 чорний пішак · a4 чорний пішак · b4 чорний пішак · e4 чорний пішак · d3 чорний пішак · e3 білий пішак · f3 чорний пішак · g3 білий король · d2 білий пішак · f2 чорний пішак · g2 білий кінь · d1 білий кінь · e1 біла тура · f1 білий слон | 1 |
|   | a | b | c | d | e | f | g | h |   |

1.fg2 Sb2 2.gf1B Sc4 3.Bh3 Rc1 4.Bd7 Sd6#
1.fe1R Sh4 2.R: d1 Sf5 3.Rc1 Bh3 4.Rc7 Sd6#
Вперше подвійна реалізація теми Зілахі в H#4 у формі Неймана.